# Heinz Schlauch
Heinz Schlauch (* 13. November 1915 in Gera; † 21. Februar 1945 am Niederrhein) war ein deutscher Schwimmer und Olympiateilnehmer. Er startete für Neptun Gera und für Poseidon Erfurt.
Er gewann drei Deutsche Meisterschaften über 100 m Rücken: 1937, 1938 und 1939.
Über dieselbe Strecke ging er zusammen mit Hans Schwarz und Erwin Simon bei den Olympischen Spielen 1936 in Berlin an den Start. Als Neunter des Halbfinales in 1:10,8 min verpasste er das Finale der besten acht nur knapp, wurde aber bester deutscher Teilnehmer.
Seine große Stunde schlug zwei Jahre später bei den Europameisterschaften 1938 in London, wo er in 1:09,0 min die Goldmedaille vor seinem Landsmann Gerhard Nüske (Silber in 1:10,8 min) und dem Ungarn Árpád Lengyel (Bronze in 1:12,0 min) gewann.